# Добрий Ручей
Добрий Ручей (рос. Добрый Ручей) — присілок Гагарінського району Смоленської області Росії. Входить до складу Покровського сільського поселення. Населення — 11 осіб.